# Rocco
Rocco, właściwie Sven Gruhnwald – niemiecki DJ i producent muzyczny.

## Dyskografia

### Albumy studyjne
| Rok  | Dane dot. albumu                                                                    |
| ---- | ----------------------------------------------------------------------------------- |
| 2003 | Dancecore - Wydany: 2003 - Wytwórnia: Record Express - Format: CD, digital download |

### Single
| Rok                          | Tytuł                                    | Najwyższe pozycje na listach | Najwyższe pozycje na listach | Najwyższe pozycje na listach |
| Rok                          | Tytuł                                    | DEU                          | AUT                          | CHE                          |
| ---------------------------- | ---------------------------------------- | ---------------------------- | ---------------------------- | ---------------------------- |
| 2000                         | „Back in Town Again”                     | –                            | –                            | –                            |
| 2001                         | „Everybody”                              | 9                            | 19                           | 53                           |
| 2002                         | „Drop the Bass”                          | 18                           | 30                           | –                            |
| 2003                         | „Generation of Love”                     | 24                           | 38                           | –                            |
| 2004                         | „Dancecore”                              | –                            | –                            | –                            |
| 2005                         | „Traveller”                              | 86                           | –                            | –                            |
| 2006                         | „Street Knowledge”                       | 99                           | –                            | –                            |
| 2007                         | „Fuckin’ Beautiful”                      | –                            | –                            | –                            |
| 2011                         | „Everytime”                              | –                            | –                            | –                            |
| 2012                         | „Around the Globe”                       | –                            | –                            | –                            |
| 2014                         | „Artika” (& Cc.K)                        | –                            | –                            | –                            |
| 2014                         | „Rotate” (& Cc.K)                        | –                            | –                            | –                            |
| 2014                         | „Return to the Classics” (& Pulsedriver) | –                            | –                            | –                            |
| 2014                         | „Life on Mars” (& Pulsedriver)           | –                            | –                            | –                            |
| 2015                         | „Beautiful”                              | –                            | –                            | –                            |
| 2015                         | „Champion Sound” (& Special D.)          | –                            | –                            | –                            |
| 2016                         | „Evolution of Happiness”                 | –                            | –                            | –                            |
| 2016                         | „Control Your Fantasy”                   | –                            | –                            | –                            |
| „–” singel nie był notowany. |                                          |                              |                              |                              |